# Повний Місяць

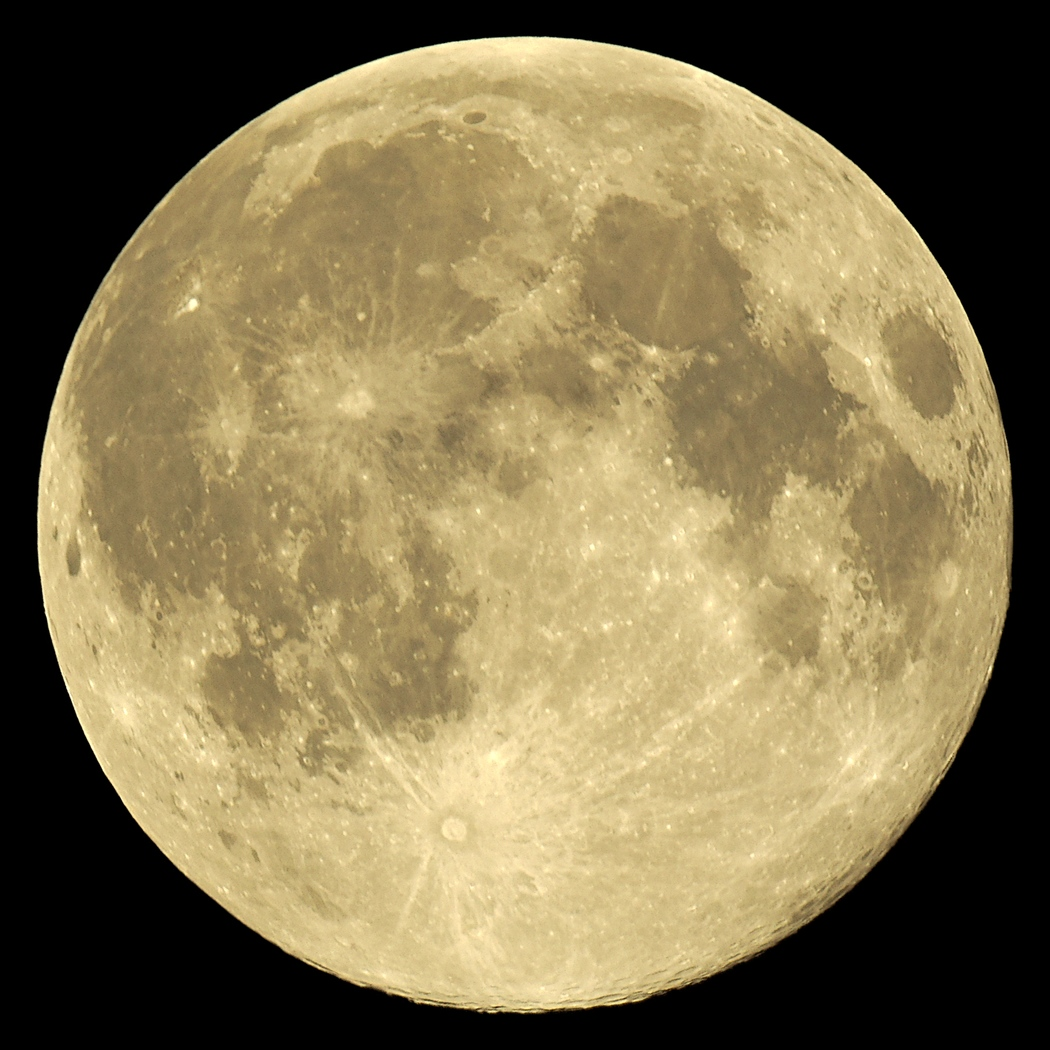
Повний Місяць

Повний Місяць або повня — фаза Місяця, під час якої він має вигляд правильного яскравого диска. 
Місяць є повним, коли різниця екліптичних довгот Сонця та Місяця дорівнює 180°, Земля розташована між Сонцем та Місяцем, тому з неї видно лише його освітлений бік. У повсякденні повним Місяцем зазвичай називають період у декілька діб, протягом якого Місяць візуально майже не відрізняється від повного. У середньому проміжок часу між повтореннями фази повного Місяця, або синодичний місяць, становить близько 29,53 дня. 
У багатьох культурах повні Місяці мають важливе культурне та духовне значення у святах та фестивалях. У фольклорі їх пов'язують з безсонням, божевіллям і надприродними явищами, але наукові дослідження не знайшли доказів того, що вони впливають на поведінку людини.

## Характеристики

### Означення
Повний Місяць — це фаза Місяця, при якій різниця екліптичних довгот Сонця та Місяця дорівнює 180°. Тоді Земля розташована між Сонцем та Місяцем, тому з неї видно лише його освітлений бік. Місяць у повні має вигляд правильного яскравого диска. У повсякденні повним Місяцем зазвичай називають період у декілька діб, протягом якого Місяць візуально майже не відрізняється від повного. Якщо Сонце, Земля та Місяць розташовані точно на одній лінії, останній потрапляє в тінь Землі й настає місячне затемнення. Середня зоряна величина повного Місяця 🌕︎ становить близько −12,74 m, що робить його другим за яскравістю об'єктом на небі після Сонця.
У середньому проміжок часу між повним Місяцем і наступним повторенням тієї ж фази, або синодичний місяць, становить близько 29,53 дня. Молодий і повний Місяці можуть відрізнятися на тринадцять годин від середнього значення через нерівності в орбіті Місяця. Якщо не можна знайти точну дату, спостерігаючи за молодим Місяцем на початку місяця, існує ще дванадцять годин різниці залежно від часового поясу. Крім того, можуть виникнути розбіжності початку календарного дня — ввечері чи опівночі.
Під час повні протягом декількох годин спостерігається так званий опозиційний ефект — помітне зростання яскравості місячного диска, попри незмінність його розміру, що пояснюється повним зникненням для земного спостерігача тіней на поверхні Місяця в цей час.

### Час та тривалість події
Повний Місяць часто сприймається як подія, що триває цілу ніч, хоча його фаза, видима з Землі, постійно зростає або спадає, і повним він стає лише в той момент, коли закінчується зростання і починається спадання. Для будь-якої місцевості насправді повний Місяць можна побачити приблизно у половині випадків, тоді як інша половина припадає на день, коли повний Місяць перебуває під горизонтом. Орбіта Місяця нахилена на 5,145° відносно екліптики, тож Місяць, Земля і Сонце не завжди лежать на одній лінії, тому повний Місяць не є ідеально освітленим, за винятком ночі з місячним затемненням, коли Місяць перетинає екліптику на протилежній стороні від Сонця.
У багатьох альманахах подаються не лише дата, а й точний час повного Місяця, як правило, за всесвітнім координованим часом (UTC). Типові місячні календарі, які включають місячні фази, можуть бути зміщені на один день, якщо вони підготовлені для іншого часового поясу. Ночі з повнею є неоптимальними для астрономічних спостережень, оскільки сонячне світло відбите Місяцем та посилене опозиційним ефектом затьмарює багато зір.

### Розрахунок часу повного Місяця
Дату та приблизний час повного Місяця (у спрощеній моделі з коловою орбітою Місяця) можна обчислити за таким рівнянням:
{\displaystyle d=20,362000+29,530588861\times N+102,026\times 10^{-12}\times N^{2}},
де d — кількість днів з 00:00:00 1 січня 2000 року в земній шкалі часу (сучасний стандарт астрономічного часу, визначений Міжнародним астрономічним союзом, для вимірювання часу астрономічних спостережень, які здійснюються з поверхні Землі, застосовується в ефемеридах).
Для всесвітнього часу (UTC) потрібно додати наступну приблизну поправку до d:
{\displaystyle -0,000739-(235\times 10^{-12})\times N^{2}},
де N — це кількість повних Місяців після першого повного Місяця 2000 року.
Справжній час повного Місяця може відрізнятися від цього наближення приблизно на 14,5 години через еліптичність орбіти Місяця. Вік та видимий розмір повного Місяця змінюються в циклі тривалістю трохи менше ніж 14 синодичних місяців, який називають циклом повного Місяця.

## Пов'язані явища

### Зміна кольору
Справжній колір Місяця — сірий, оскільки він досить рівномірно відбиває сонячне світло всіх кольорів, але водночас поглинає значну частину цього світла (альбедо Місяця становить лише 7—14 %). Інші кольори, які можна спостерігати, переважно зумовлені впливом атмосфери та залежать від висоти Місяця над горизонтом. 
Коли Місяць знаходиться низько, він може бути оранжевого або червонуватого кольору. Це стається через те, що світло від Місяця мусить пройти через більший шар атмосфери, де синє світло розсіюється і залишається тільки червона частина спектра, згідно з принципами релеївського розсіювання. Ще одним випадком є темно-червоний колір Місяця під час затемнення.
Набагато рідкіснішим є блакитний Місяць. Він зазвичай спостерігається під час вивержень вулканів чи лісових пожеж, внаслідок яких в атмосферу потрапляє значна кількість частинок розміром близько 1 мкм. Цей розмір частинок є оптимальним, щоб розсіювати червоне світло, не розсіюючи при цьому синє. Місяць блакитного кольору спостерігався після вивержень вулканів Кракатау (1883), Ель-Чичон (1983) чи Пінатубо (1991), а також після масштабних лісових пожеж у Канаді 1953 року.

### Місячне затемнення

Розташування небесних тіл під час затемнення: A — Сонце; B — Земля; C — Місяць; D — напівтінь; E — повна тінь.

Місячне затемнення — це астрономічне явище, яке відбувається, коли Місяць потрапляє в тінь або півтінь Землі. Воно можливе тільки тоді, коли Місяць знаходиться в повні та перебуває близько до площини орбіти Землі. Місячне затемнення відбувається не щомісяця, оскільки орбіта Місяця нахилена на 5,145° відносно площини екліптики, а лише тоді, коли повний місяць знаходиться навколо одного з вузлів його орбіти (висхідного або низхідного). Затемнення відбувається приблизно кожні шість місяців, часто за два тижні до або після сонячного затемнення, яке відбувається під час молодика навколо протилежного вузла.

Повне затемнення відбувається, якщо Місяць повністю заходить у тінь Землі. Тоді сонячні промені впродовж певного часу взагалі не потрапляють безпосередньо на його поверхню. Під час такого затемнення Місяць не зникає повністю, а його поверхня стає темно-червоною. Таке забарвлення зумовлене слабким світлом, яке розсіюється крізь атмосферу Землі. Природа цього явища подібна до природи заграви, завдяки якій небо стає червоним після заходу та перед сходом Сонця. Для оцінки яскравості Місяця під час повного затемнення використовується шкала Данжона. Центральне місячне затемнення — повне місячне затемнення, під час якого Місяць проходить через центр тіні Землі.

Останні фази часткового місячного затемнення 17 липня 2019 року, зроблені з Глостершира, Великобританія

Часткове затемнення настає, коли в тінь від Землі потрапляє лише частина Місяця. При такому типі затемнення, навіть у максимальній фазі, частина Місяця лишається в півтіні й освітлюється прямими сонячними променями. Повне затемнення може тривати до 107 хвилин, однак загальний проміжок часу між першим та останнім контактом краю Місяця з тінню Землі може сягати 236 хвилин. 
Якщо Місяць перебуває тільки в напівтіні Землі, затемнення називають півтіньовим. Такі затемнення малопомітні та фіксуються лише за допомогою приладів. Півтіньові затемнення також поділяють на повні, коли весь Місяць потрапляє в напівтінь Землі, і часткові, коли лише його частина перебуває в напівтіні.

### Супермісяць, веселка та інші
Коли повний Місяць поєднується з положенням перигею, утворюється рідкісне явище супермісяця: видимий діаметр повного Місяця збільшується приблизно на 14 %, а яскравість — до 30 %. Якщо супермісяць збігається з блакитним Місяцем або повним місячним затемненням, виникають особливо помітні явища, відомі як суперблакитний Місяць чи супер-блакитно-кривавий Місяць. Такі поєднання створюють сприятливі умови для детального вивчення топографії та геологічної будови поверхні Місяця, калібрування астрономічних приладів і спостереження гравітаційних ефектів. Хоча наукова цінність цих явищ обмежена, вони мають значний потенціал для популяризації астрономії та залучення громадськості до спостережень.

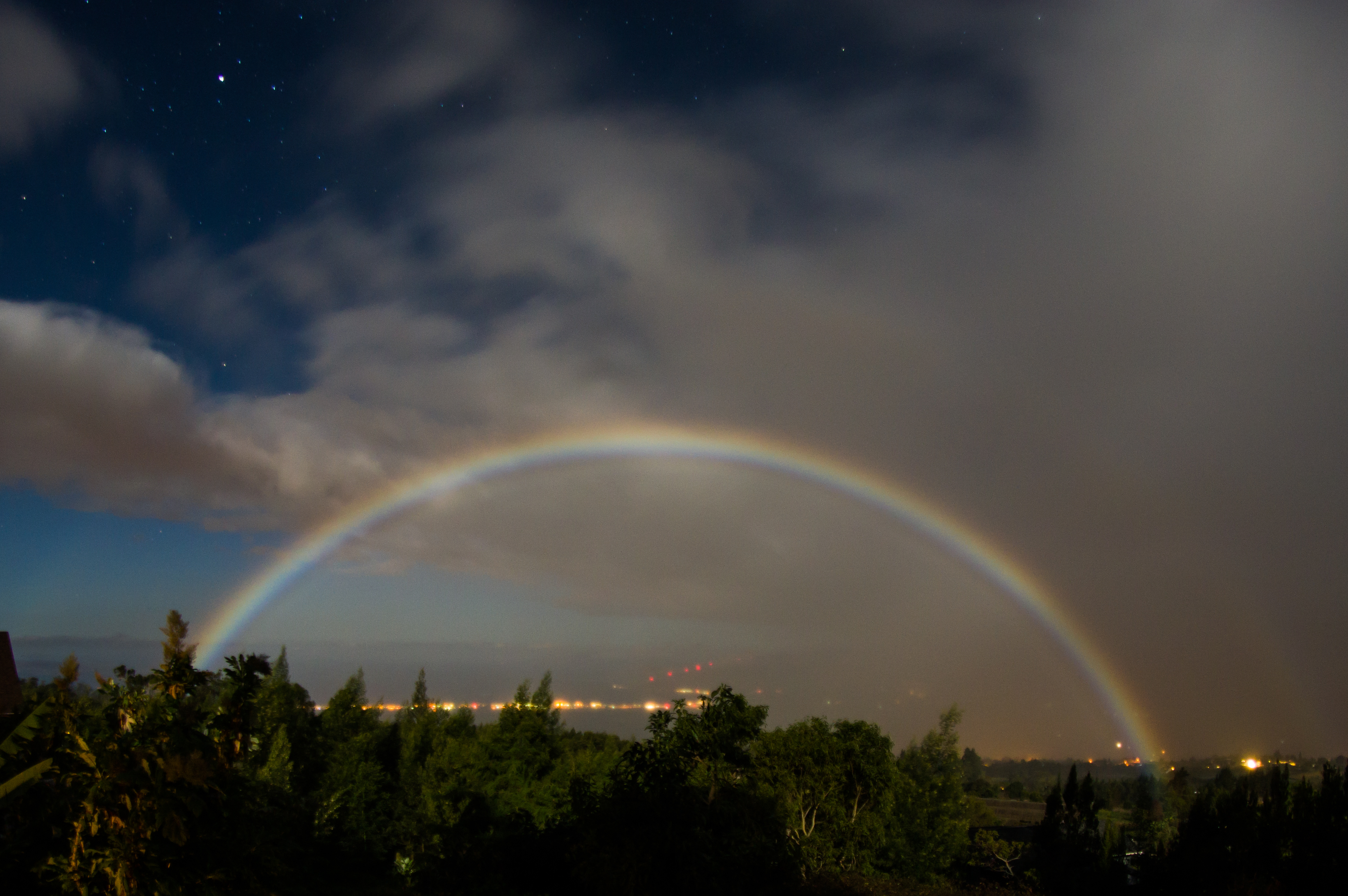
Місячна веселка над Кіхеї, Мауї, Гаваї, США

Інше явище, яке можна спостерігати, коли Місяць у повні та низько над горизонтом — місячна веселка. Вона виникає, коли краплі води в повітрі заломлюють світло Місяця, наприклад, під час дощу або поблизу водоспаду. Місячні веселки набагато рідкісніші та тьмяніші, ніж денні веселки, і часто виглядають білими, оскільки їхня яскравість замала для того, щоб людське око могло розрізнити кольори.
Невеликі коливання орієнтації Місяця, які дозволяють спостерігачам на Землі побачити понад 50 % поверхні супутника, називаються лібраціями. Вони пояснюються законом Кассіні, відкритим у 1693 році, який трактує оберт Місяця як суму обертання навколо полярної осі та ретроградного прецесійного руху його екватора у площині екліптики. Цей опис передбачає існування фізичних лібрацій з амплітудами меншими за 0,5", хоча аж до 1970 року їхні спостереження були лише частково помітними, і теорія випереджала спостережувані дані. У 1970 році точність вимірів зросла в 10 000 разів, що зробило необхідним створення нових напіваналітичних теорій, які враховують фізичні властивості рухомого Місяця, його гравітаційне поле та зовнішні гравітаційні збурення. Згодом чисельні інтеграційні методи, а також дані лазерного вимірювання й VLBI дозволили досягти виняткової точності у вимірюванні лібрацій.

## Вплив повного Місяця

### Вплив на Землю

Припливи: A. Сизигійний приплив. B. Мінімальний приплив. 1. Сонце. 2. Земля. 3. Місяць. 4. Сила притягання Сонця.

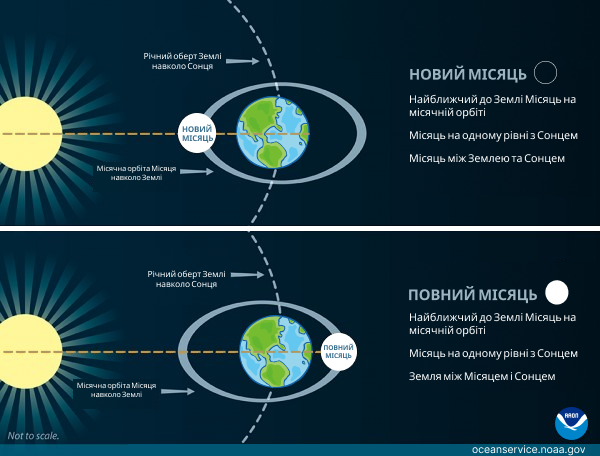
Схема весняних привливів та відпливів від NOAA

Сила тяжіння Місяця спричиняє підняття рівня води у Світовому океані та його спадання. Такі коливання рівня води називають припливами та відпливами. Коли настає повний Місяць або молодик, припливи стають вищими. Це пояснюється тим, що Сонце, Місяць і Земля знаходяться на одній прямій, і Сонце своїм тяжінням підсилює дію Місяця. Такі припливи називають сизигійними. Коли ж Сонце знаходиться під прямим кутом до відрізка Земля-Місяць, то настає квадратурний приплив (Місяць перебуває в першій або в третій чверті). Сизигійний приплив удвічі-втричі вищий квадратурного. Період зміни припливів — сім днів.
Науковці неодноразово досліджували зв'язок між повним Місяцем та рівнем опадів. У Мексиці, згідно з аналізом понад 2400 метеостанцій (1960—2011), найвищі опади спостерігались у фазу нового Місяця, а під час повного Місяця — на середньому рівні. Локальне дослідження у регіоні Канді (Шрі-Ланка), що охоплює 38 років спостережень, не виявило значущої кореляції між фазами Місяця й кількістю опадів, попри поширені місцеві уявлення про підвищену дощовість у день повного Місяця (день Пойя).

### Вплив на людину
Хоча деякі люди вважають, що повний Місяць може впливати на емоційний стан, викликати дратівливість, безсоння або тривожність, наукові дослідження переважно не знаходять статистично значущого зв'язку між фазами Місяця та змінами настрою у людей. Метааналіз 37 досліджень показав, що зміни настрою у більшості випадків не пов'язані з місячними циклами. У дослідженні 2017 року проаналізовано записи відділення невідкладної допомоги, зібрані протягом 41 місяця, про 1857 пацієнтів, що зверталися по допомогу через психічні розлади. Виявлено, що кількість пацієнтів була майже однакова під час кожної з фаз Місяця. Інший аналіз майже 18 000 медичних карток з різних закладів, проведений у 2019 році, показав, що немає зв'язку між місячними циклами та тривалістю перебування в лікарні, кількістю стаціонарних госпіталізацій чи виписок з психіатричних закладів.
Натомість інші дослідження вказують на можливі зміни в параметрах сну під час повного Місяця. Так, серед дітей дошкільного віку було виявлено, що рівень мелатоніну в темному середовищі перед повним Місяцем був нижчим, ніж у період нового Місяця, що потенційно може впливати на якість сну. В оглядовій статті 2023 року, опублікованій у Biological Rhythm Research, автори проаналізували 17 досліджень зв'язку фаз Місяця зі сном, циркадними ритмами та фізичною активністю. Частина робіт підтверджувала зниження глибини сну та збільшення тривалості фази швидкого сну у період Повного Місяця, однак більшість результатів залишаються суперечливими та непереконливими.  
23 грудня 2000 року British Medical Journal опублікував дві статті про частоту укусів собак під час повного Місяця. Дослідження в Бредфордській королівській лікарні (Англія) показало, що укуси собак під час повного Місяця трапляються вдвічі частіше. Натомість аналогічне дослідження в Австралії дійшло протилежного висновку.
Вважається, що місячні фази можуть впливати на деякі фізіологічні параметри, проте для остаточних висновків потрібні подальші дослідження. 2013 року вчені вивчали вплив місячних циклів на серцево-судинну систему чоловіків та виявили, що частота серцевих скорочень і кров'яний тиск після фізичних навантажень були нижчими під час повного та нового Місяця, ці показники швидше поверталися до нормального рівня саме в ці періоди; дослідники зробили висновок, що люди можуть бути фізично більш ефективними під час цих фаз Місяця. В іншому дослідженні 2020 року, яке вивчало вплив фаз Місяця на фізичну продуктивність та настрій спортсменів, не було виявлено суттєвих відхилень у фізіологічних показниках. Дослідження, проведене серед людей із цукровим діабетом 2 типу, показало, що місячні цикли не впливають на кров'яний тиск, проте можуть впливати на рівень цукру в крові та частоту серцевих скорочень. Зв'язок між менструальним циклом та фазами Місяця також є несуттєвим: за результатами одного з досліджень початок менструації у молодших жінок синхронізувався з молодиком або повним місяцем в середньому у 23,6% випадків, а у старших жінок — лише у 9,5% випадків. 
Століттями існувала думка, що в період повного Місяця частіше трапляються напади, травми та самогубства, однак сучасні дослідження показали, що це не відповідає дійсності. Наприклад, одне з досліджень виявило, що під час повного Місяця кількість вбивств навіть трохи знижується. Інше дослідження показало, що в повний Місяць не спостерігається суттєвого збільшення кількості звернень до травматологічного центру. Також дослідження показали, що місячні фази не впливають на частоту народжень. 

## В релігії та астрології
Повний Місяць, разом із молодиком, завжди мав велике значення для різних культур і релігій. Велика кількість календарів, особливо в давнину, були засновані на фазах Місяця: прикладами є ісламський календар (місячного типу), китайський календар, єврейський календар (місячно-сонячного типу), а також багато інших.
У язичницькі часи усіма європейськими народами шанувалася Потрійна Богиня, символом якої було зображення круглого повного Місяця в центрі, оточеного двома півмісяцями, розверненим в різні боки від повного місяця. Цей образ представляє архетип діви (Артеміди), матері (Селени) та старої жінки (Гекати). Багато неоязичників, наприклад, Віккі, виконують щомісячний ритуал під назвою Есбат на кожен повний Місяць, а деякі люди, які сповідують традиційні китайські релігії, готують ритуальні підношення своїм батькам на кожен повний і молодий Місяці. Багато єврейських свят припадають на дні, коли є повний Місяць.
У християнській релігії повний Місяць відіграє ключову роль в обчисленні Великодня, який зазвичай припадає на неділю, наступну за першим повним місяцем весни. Однак фактична дата Великодня може припадати на інший день, оскільки церковний місяць відрізняється від астрономічного, а весняне рівнодення не завжди припадає на 21 березня, як це було під час Нікейського собору. В індуїзмі більшість фестивалів відзначають у сприятливі дні, відповідні до календаря повного місяця, коли вночі настає повний Місяць: одним із прикладів є фестиваль дня народження Ханумана, бога мавп. У буддизмі Весак святкується в день повного Місяця Вайсакха, знаменуючи народження, просвітлення та смерть Будди.
В астрологічному контексті повний Місяць вважається фазою, коли емоційна енергія досягає свого піку, а приховані внутрішні процеси виявляються максимально. У книгах його часто описують як час «кульмінації» або момент завершення циклів, «розкриття» внутрішнього потенціалу та підвищеної емоційної чутливості. У сучасних астрологічних концепціях та ведичних традиціях, повня символізує зростання енергетичних потоків, підсилює емоції, активізує інтуїцію і творчу вираженість.

## В культурі та фольклорі
У фольклорі повний Місяць пов'язують із різними явищами, такими як тимчасове безсоння (нездатність заснути) або сомнамбулізм (місячна хвороба). Вважається, що у повний Місяць активізуються магічні сили, зокрема, виють вовки, а люди перетворюються на перевертнів.
У Китаї після народження дитини сім'ї влаштовують святкування «першого повного Місяця», вважаючи, що після першого місячного циклу дитина перебуває поза загрозою. У гомеопатії та фітотерапії існує традиція збирати деякі лікарські трави саме у повний Місяць, бо вони нібито мають у цей час найбільшу ефективність. Подібні уявлення існують і в садівництві: вважається, що певні роботи, наприклад, живцювання чи щеплення, є більш прибутковими саме в цей час.
В американському фольклорі популярні назви повні для кожного місяця, деякі з яких походять з алгонкінських мов та з європейських традицій, та були запозичені колоніальними американцями. Серед таких назв Місяця — «вовчий» (січень), «сніговий» (лютий), «червоний» або «черв'ячний» (березень) і т. д..